# 1866 a tudományban
Az 1866. év a tudományban és a technikában.

## Biológia
- Gregor Mendel botanikus publikálja alapvető törvényeit

## Kémia
- Alfred Nobel svéd tudós feltalálja a dinamitot

## Jogtudomány
- A ma is megjelenő Jogtudományi Közlöny alapítása

## Születések
- január 6. – Tangl Ferenc fiziológus, humán- és állatorvos, egyetemi tanár († 1917)
- február 21. – August von Wassermann német bakteriológus, a szifiliszteszt kidolgozója († 1925)
- április 17. – Ernest Starling brit fiziológus († 1927)
- szeptember 25. – Thomas Hunt Morgan Nobel-díjas amerikai genetikus, embriológus († 1945)

## Halálozások
- július 20. – Bernhard Riemann német matematikus, úttörő munkát végzett a matematikai analízis, a differenciálgeometria területén (* 1826)
- december 1. – George Everest brit felfedező, geográfus (* 1790)